# حفلتها الأولى (قصة)
حفلتها الأولى هي قصة قصيرة عام 1921 بقلم كاثرين مانسفيلد.  نُشرت لأول مرة في «ذا سفير» في 28 نوفمبر 1921 ، وأعيدت طباعتها لاحقًا في «ذا قاردن بارتي اند اذر ستوريز».

## ملخص القصة
عندما قدمت ليلى الفتاة الصغيرة إلى المدينة للإقامة مع أبناء عمومتها. أرادوا ان يذهبوا لحفلة، كانت ليلى متحمسة للغاية، فهذه المرة الأولى التي تذهب فيها لحفلة. عندما وصلت ليلى، اختلطت لديها مشاعر الحماس والخوف. بعد أن رقصت مع العديد من الأولاد الصغار في سنها، رقصت مع رجل أصلع طاعن في السن كان يحضر الحفلات منذ فترة. عكّر هذا الأمر مزاج ليلى، إلى أن رقصت مع رجل شاب حسن المظهر وتبددت مخاوفها.

## الشخصيات
- ليلى ، ابنة عم بنات شيريدان في حفلة الحديقة . عمرها 18 سنة.
- لوكاس
- توماس
- ميج
- الآنسة إكليس ، معلمة الرقص ليلى في مدرسة داخلية.
- جوزيه
- «الرجل السمين»
- الشريك الأول
- الشريك الثاني
- الشريك الثالث
- الشريك الرابع
- سائق الكابينة (فقط خيالها قبل الكرة)
- مدرس التاريخ

## الأهمية الأدبية
- النص مكتوب بأسلوب الحداثة، بدون قالب محدد ويتضمن العديد من التحولات السردية.
- يتم تصوير الموضوعات الرئيسية للقصة بشكل كبير من خلال ردود فعل ليلى وعواطفها.